# Ibson
Ibson Barreto da Silva, dit Ibson, né le 7 novembre 1983 à Niterói, est un footballeur brésilien. Il joue au poste de milieu de terrain devenu entraîneur.

## Biographie
Le 16 juillet 2011, après deux saisons passées au Spartak Moscou, Ibson est transféré pour quatre millions d'euros dans le club brésilien du FC Santos.

## Palmarès
- Flamengo
  - Coupe Guanabara : 2004 et 2008
  - Coupe Rio de football : 2009
  - Championnat de Rio de Janeiro de football : 2004, 2008 et 2009
  - Championnat du Brésil de football : 2009
  - Finaliste Coupe du Brésil de football : 2004

- FC Porto
  - Championnat du Portugal de football : 2006 et 2007
  - Coupe du Portugal de football : 2006
  - Supercoupe du Portugal de football : 2006